# Bojiště (district de Havlíčkův Brod)
Pour les articles homonymes, voir Bojiste.
Ne doit pas être confondu avec Bojište.
Bojiště (en allemand : Bojischt) est une commune du district de Havlíčkův Brod, dans la région de Vysočina, en Tchéquie. Sa population s'élevait à 287 habitants en 2020.

## Géographie
Bojiště se trouve à 5 km au sud-ouest de Ledeč nad Sázavou, à 23 km à l'ouest-nord-ouest de Havlíčkův Brod, à 38 km au nord-ouest de Jihlava et à 76 km au sud-est de Prague.
La commune est limitée par Ledeč nad Sázavou au nord, par Vilémovice au nord-est, par Trpišovice à l'est et au sud-est, par Kouty au sud-ouest, et par Kamenná Lhota et Kožlí à l'ouest.

## Histoire
La première mention écrite de la localité date de 1560.